# Distretto di Ödemiş

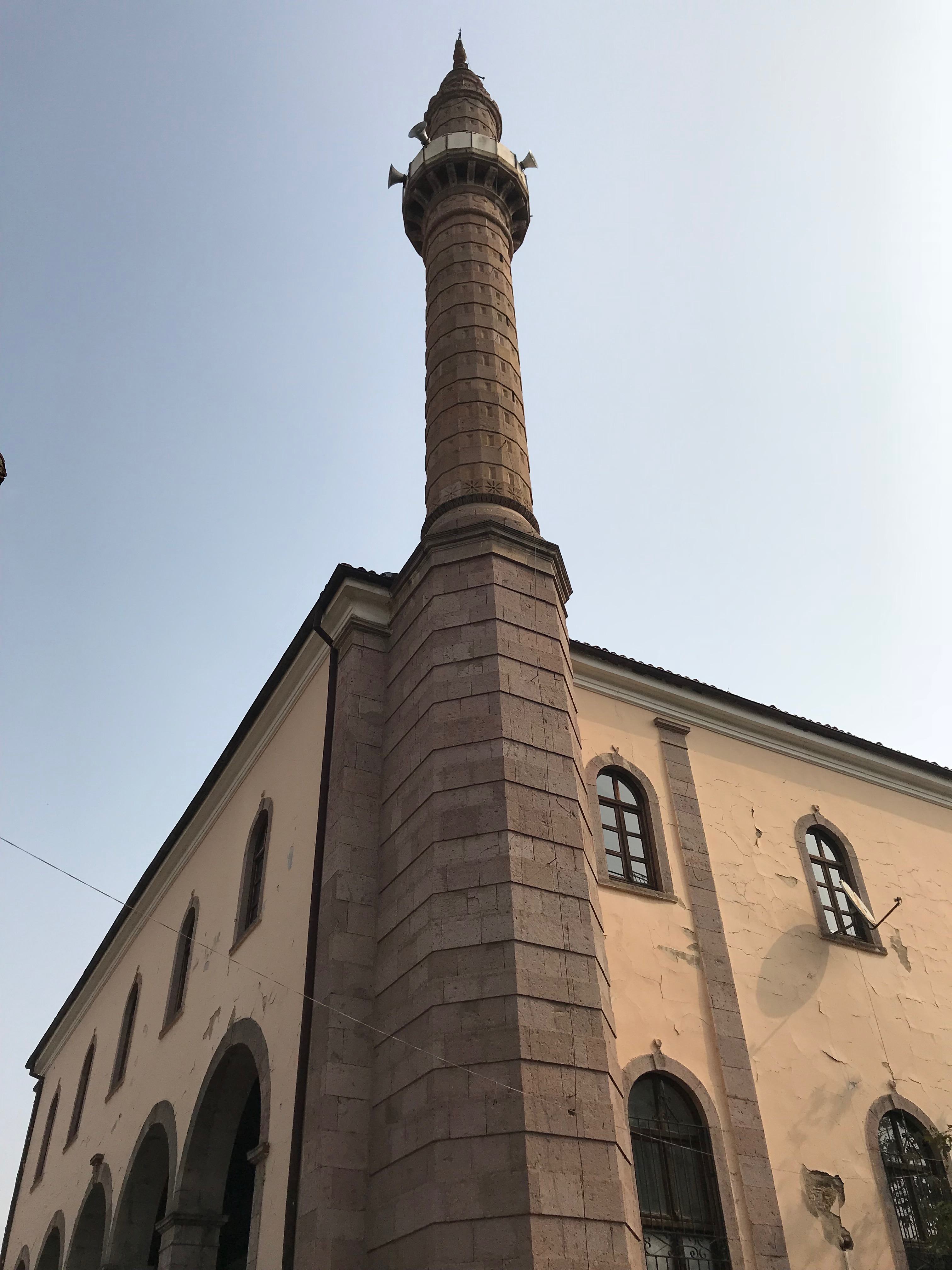
Hacı Abdi Ağa Mosque in Ödemiş

Il distretto di Ödemiş (in turco Ödemiş ilçesi) è uno dei distretti della provincia di Smirne, in Turchia.